# Fårösund
Fårösund ist ein Ort (tätort) auf der schwedischen Insel Gotland in der Provinz Gotlands län und der historischen Provinz Gotland.

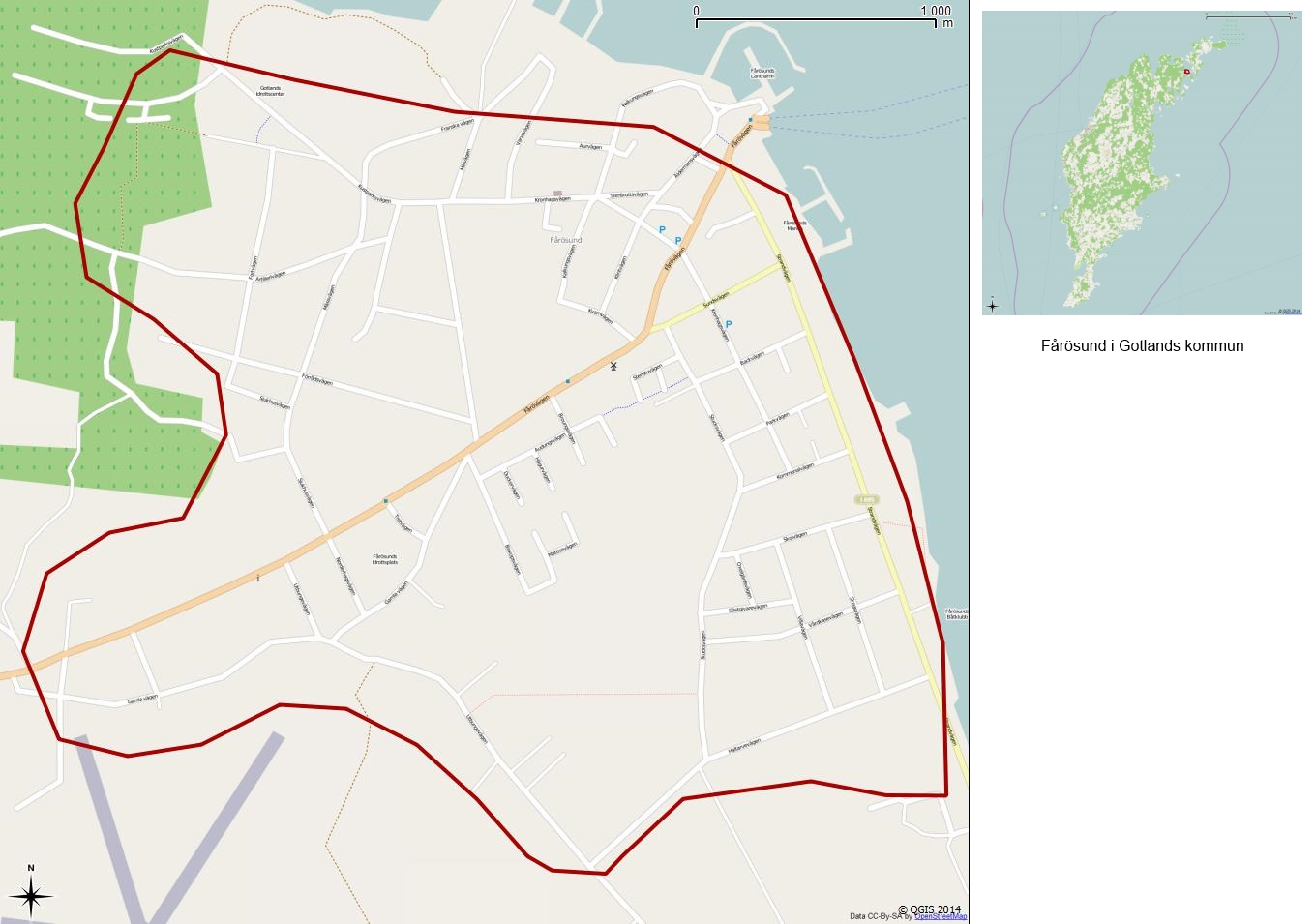
Lage

Der Ort in der Gemeinde Gotland liegt am nordöstlichen Ende der Insel am gleichnamigen Sund. Auf der gegenüberliegenden Seite liegt die Insel Fårö. Nach Fårö besteht von hier eine unentgeltliche Fährverbindung.
Vom 1. Juli 1937 bis zum 31. Oktober 2000 war in Fårösund Gotlands kustartilleriregemente, KA 3, ein Küstenartillerieregiment der schwedischen Marine, stationiert.

## Persönlichkeiten
- Mattias Sunneborn (* 27. September 1970 in Fårösund) ist ein schwedischer Weitspringer.